# Мен-цзи
Мен-цзи(孟子), або Менцій (лат. Mencius), 372 до н. е. — 289 до н. е.) — китайський філософ, другий після Конфуція творець конфуціанства і предтеча неоконфуціанства, автор однойменного класичного трактату «Мен-цзи».

## Життєпис
При народженні отримав ім'я Мен Ке. Народився у володінні Цзоу (сучасний Цзоучен, Шаньдун), історично і культурно пов'язаному з державою Лу (на півострові Шаньдун), звідки походив Конфуцій, і вчився у його внука Цзи Си, від якого безпосередньо сприйняв заповіти творця конфуціанства в його цитаделі Цзоу-лу. Лю Сян помістив розповідь про матір Мен-цзи — удову, що двічі міняла місце проживання, щоб син опинився в доброчинному середовищі (від кладовища переїхала до ринку, а звідти до школи), і продовжувала його виховувати навіть після одруження, але у підсумку пішла «шляхом жінки» — після смерті чоловіка слухатися сина. Коли ж вона померла, Мен-цзи звинуватили у тому, що поховав її пишніше, ніж батька. Мен-цзи, подібно Конфуцію, відвідав низку держав центрального Китаю, зокрема Ці, Тен, Сун, Лян.
Деякий час перебував в столиці Ці, поступивши до академії Цзіся. У 335 році стає радником Сюань-вана, володаря Ці, намагався впливати на їх правителів, але без успіху. Після цього повертається до царства Лу. Тут за допомогою свого учня Гуньсунь Чоу намагався знову потрапити на державну службу, проте марно. Приблизно в 70 років, можливо знову за завітом Конфуція, який в такому віці став «слідувати бажанням свого серця», Мен-цзи залишив ці спроби, повернувся до приватного життя і цілком віддався теоретичній діяльності. Помер у 289 році.

## Філософія
Вчення Мен-цзи представлене у творі «Мен-цзи», що складається з 7 двухчасних глав і 261 параграфа і побудовано за зразком «Лунь юй» Конфуція, але на відміну від останнього містить складнішу систему аргументації, що відображає розвиток протологічного і нумерологічного методу.
Найважливішим внеском Мен-цзи у китайську філософію стало вчення про «добру природу» людини. У конфуціанському осмисленні основних характеристик «природи» людини вчення самого Конфуція слід вважати свого роду «нульовим циклом». У ньому були дані передумови для відстоювання різних, навіть суперечливих один одному точок зору з цієї проблеми, що потім і реалізувалося насамперед у протистоянні теорії Мен-цзи й іншим найбільшим конфуціанцем давнини — Сюнь-цзи та його вченням про «злу природу» людини.
Мен-цзи, розвиваючи ідею Конфуція про спільність природи всіх людей, що найбільш яскраво виразилося в його тезі «досконаломудрий і я (ми) — однорідні», визначив цю сутність як початкову доброту: «Людська природа добра», і це притаманне їй, так само як воді — властивість текти вниз.
Під початковою добротою Мен-цзи розумів чотири природжені специфічні якості людини, які своїм джерелом мають безпосереднє спонтанне почуття, а завершенням — свідому поведінку.
Витлумачуючи «доброту» як початкову властивість людської природи, Мен-цзи не тільки розвивав, але і ревізував погляди Конфуція, який пов'язував поняття доброти з вищою категорією людини. Мен-цзи ж гранично посилив тезу про природжену доброту кожної людини, виразивши його за допомогою корелятивної сін [категорії цин — «природні властивості, почуття, чуттєвість»: «Що стосується їх людей природних властивостей (цин), то такі можна вважати добрими».
На думку Мен-цзи, шлях-дао досконаломудрих правителів давнини зводиться лише до синової шанобливості та братерської любові, а в цілому він являє собою з'єднання людини та гуманності. Якщо Конфуцій оцінював «середину шляху-дао» як недостатність, то Мен-цзи бачив в цьому гармонійний стан. Небесний шлях-дао зумовлений, але де в чому залежить і від індивідуальної природи.
Слідуючи за Конфуцієм, Мен-цзи підтвердив можливість пізнання приречення і відповідного вибору «правильної» лінії поведінки, що дозволило йому, приймаючи висхідну до «Шу-цзин» і «Ши-цзин» концепцію «небесного приречення» і визнаючи всевладдя Неба, уникнути крайнощів фаталізму: «Немає нічого, що не було б визначено, але слід сприймати тільки правильне приречення. Тому що знає приречення не стане під навислою і готової звалитися стіною. Померти, вичерпавши свій шлях-дао, — це правильне приречення. Померти ж в колодках і оковах злочинця не є правильне приречення». Виходячи з подібної диференціації, Мен-цзи обґрунтував легальність зміни державної, зокрема династичної, влади як природного переходу «небесного приречення» до гідного правителя від негідного.
Універсальним субстратом як діяльного, так і пізнавальної взаємодії суб'єкта з об'єктом у Мен-цзи виступає повітроподібна «пневма», що являє собою єдину духовно-тілесну динамічну субстанцію всієї світобудови і людини як цілісної психофізичної істоти. Пневма — це і животворне для природи «рівне ранкове повітря», і «наповнювач тіла», і підкоряється волі, що зростає від «накопичення належної справедливості» та відповідності шляху-дао «неосяжний дух», що простягається між небом і землею.
У Мен-цзи гуманність стала не тільки обов'язком правителя, але й універсальним початком людської особистості і відносин між людьми. Мен-цзи сформулював омонімічності максими «Гуманність — це людина», деталізовану у дефініціях: «Набуття людини для Піднебесної називається гуманністю» і «Гуманність — це серце людини».
«Гуманне правління», відповідне заснованому на благодаті «шляху істинного володаря» (ван дао) і протилежне заснованому на силі «шляху гегемона» (ба дао), означало пом'якшення покарань, зменшення податків, поліпшення сільськогосподарських робіт, збереження природних багатств, вдосконалення людей у синівській шанобливості, братерській любові, вірності та благонадійності для служіння старшим родичам і начальникам. Метою всіх цих заходів оголошувалося «заощадження народу», оскільки у встановленій Мен-цзи шкалі пріоритетів «народ є найціннішим, духи землі й злаків йдуть за ним, а правитель є найменш цінним».
Виступаючи проти легістської моделі управління, Мен-цзи не тільки бачив в ній «сплутування народу» (ван мінь), але і взагалі стверджував вищість виховання над управлінням: «Добре управління поступається доброму вихованню в досягненні народу. Добре управління народ боязко почитає, а добре виховання — любить. Добре управління досягає народного багатства, а добре виховання — народного серця».
Для традиції китайського народолюбства Мен-цзи створив теоретичну базу, проголосивши «однорідність» всіх людей, кожен з яких може стати досконало мудрим, що своєю чергою стимулювало виникнення такого фундаментального інституту китайської державності, як екзаменаційна система відбору чиновників, яка почала складатися під впливом послідовника Мен-цзи Дун Чжун-шу. Проте, не відриваючись від реальності, Мен-цзи визнавав, що на практиці люди можуть значно відрізнятися один від одного завдяки зовнішнім впливам і «нездатності вичерпно розкрити свій талант».
Мен-цзи прямо вказував на значущість матеріального чинника в житті народу. При правильному суспільному устрої народ володіє «постійним майном» і достатнім добробутом, найважливішим засобом досягнення чого Мен-цзи вважав систему «криничних полів» (цзин тянь).
З визнання присутньої у внутрішньому світі суб'єкта «повноти всіх речей» Мен-цзи виводив, що «вичерпно своє серце пізнає свою природу, а пізнання своєї природи означає пізнання Неба». Подібне «вичерпання», що перетворює самопізнання в пізнання світу, здійснено завдяки природженому знанню і вмінню. Першим в конфуціанстві Мен-цзи провів чітке розмежування між «мислячим органом — серцем», або «великим тілом», що осягає речі, і «немислячими органами — вухами та очима», або «малими тілами», які захоплюються речами і вводяться ними в оману. Звідси випливала рекомендація «пестувати серце» за допомогою "применшення бажань.

## Текстологія
Редакцію трактату «Мен-цзи» та коментар до нього виконав Чжао Ці (помер 201), Zhao Qi (Han dynasty).